# Desa Sukamahi (administrativ by i Indonesien, lat -6,69, long 107,13)
Desa Sukamahi är en administrativ by i Indonesien.   Den ligger i provinsen Jawa Barat, i den västra delen av landet, 60 km sydost om huvudstaden Jakarta.